# Heinrich Riebesehl
Heinrich Riebesehl (* 9. Januar 1938 in Lathen an der Ems; † 31. Oktober 2010 in Hannover) war ein deutscher Fotograf der Nachkriegszeit und Hochschullehrer.

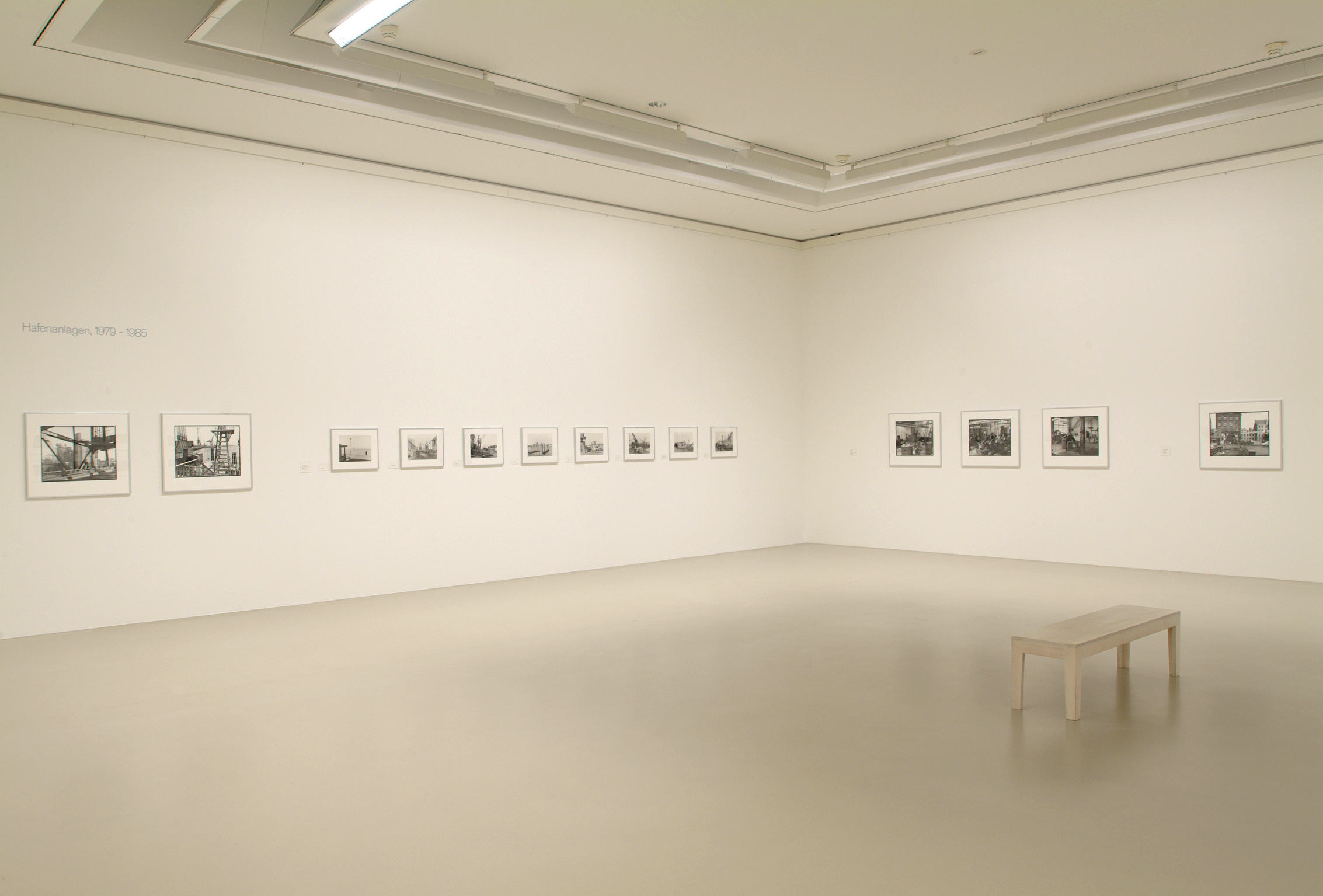
Riebesehl Ausstellung im Sprengel Museum Hannover, 2004

## Kindheit und frühe Jahre
Heinrich Riebesehl wurde als Sohn des Steinsetzers und Wachtmeisters Heinrich Riebesehl und dessen Frau Hilda Riebesehl, geborene Drewes, geboren. Er besuchte zunächst die Volksschule und anschließend die Mittelschule in Lathen, die er 1955 mit der Mittleren Reife abschloss. Während der Schulzeit begann er bereits auf Anraten des Schulrektors W. Brinkmann mit einer Agfa-Silette-Kleinbildkamera Aufnahmen seines näheren Umfeldes zu machen.

## Arbeit als Drogerist und erste Beschäftigung mit Fotografie
In Lathen schloss Heinrich Riebesehl 1958 eine Lehre zum Drogisten ab. Er setzte sich im Rahmen seiner Arbeit im Fotoatelier und -labor der Drogerie intensiv mit der Fotografie auseinander und nahm Kontakt zu Amateurfotografenvereinen in Hannover auf. Er drehte einen Werbefilm für den Christlichen Verein Junger Männer, dem er zeitweise angehörte, sowie einen Lehrfilm für die Schuhmacher-Fachschule Hannover auf 16 mm. Das Drogisten-Fachblatt druckte 1958 fotografische Arbeiten von Riebesehl. In der Fotozeitschrift Klick veröffentlichte er 1963 eine Farbfotografie. Nach Ende seiner Ausbildung zog Riebesehl nach Hannover, wo er bis 1963 als Verkäufer in einen Fotofachgeschäft arbeitete. Darüber hinaus war er für die fotofachliche Ausbildung der Lehrlinge verantwortlich. Im Juli 1958 lernte er seine spätere Frau, die Drogistin Gisela Katharina Remane, kennen, die er am 21. August 1964 heiratete.

## Studium bei Otto Steinert
Im April 1963 begann Riebesehl mit finanzieller Unterstützung von Gisela Remane sein Studium bei Otto Steinert an der Folkwangschule für Gestaltung in Essen in der Werkgruppe Fotografie. Im Jahr 1965 verließ er die Folkwangschule nach einem Konflikt mit Otto Steinert, nahm sein Studium jedoch im Oktober 1972 wieder auf, nachdem er auf Steinerts Rat ins Abschlusssemester aufgenommen wurde. Im Januar 1973 schloss Riebesehl sein Studium mit der Gesamtnote „sehr gut“ ab. Als praktische Abschlussarbeit reichte er unter anderem Fotografien aus den Serien Lokomotiven, Sabine, Menschen im Fahrstuhl und Selbstdarstellungen ein. Seine theoretische Arbeit schrieb Riebesehl über das Thema Fotografische Erinnerungen.

## Fotografisches Werk
Während des Studiums fotografierte Heinrich Riebesehl Auslandsreportagen über einen Antiquitätenhändler in Amsterdam und einen Friedhof in England. Weitere Arbeiten entstanden im Grundsemester zu den Themen Tag der offenen Tür, Bundeswehr und Schulsportfest. Er begann 1963 mit der Arbeit an der Serie Lokomotiven, die er 1965 beendete.

### Arbeit als Bildjournalist
Bereits Mitte der 1950er-Jahre wurde Riebesehl freiberuflich als Reporter für die Emsland Nachrichten tätig, eine Lokalausgabe der Westfälischen Nachrichten, die zwischen 1956 und 1957 etwa dreißig Fotografien und kurze Textbeiträge von ihm veröffentlichte. Zwischen 1967 und 1968 löste Heinrich Riebesehl Joachim Giesel als Bildjournalist bei der Hannoverschen Presse ab, für die er auch nach 1968 weiterhin freiberuflich tätig war.

### Happenings
Im Juli 1964 fotografierte Riebesehl an der Technischen Hochschule Aachen das Festival der neuen Kunst, an dem unter anderem Wolf Vostell, Robert Filliou und Joseph Beuys mitwirkten, und dokumentierte in den folgenden Jahren die Anfänge der Fluxus-Bewegung in Deutschland. Es entstanden Aufnahmen von Aktionen und Happenings, darunter das von Wolf Vostell initiierte Phänomene, dé-coll/age Happening in Berlin und die Aktion 24 Stunden in der Galerie Parnass in Wuppertal, an der auch Bazon Brock, Charlotte Moorman und Nam June Paik teilnahmen. Riebesehls Fotografien der Happenings zählen heute zu den bekanntesten Bildern der frühen Fluxus-Bewegung, insbesondere das während des Festivals der neuen Kunst entstandene Porträt von Joseph Beuys, das diesen mit einem Kruzifix und blutender Nase zeigt, nachdem er von einem Studenten ins Gesicht geschlagen worden war.

### Porträtfotografie
Ausgehend von seiner bildjournalistischen Tätigkeit beschäftigte sich Riebesehl Ende der 1960er- bis Mitte der 1970er-Jahre verstärkt mit der Porträtfotografie. Zwischen 1967 und 1969 entstand die Serie Gesichter, für die er Freunde sowie Unbekannte vor einem neutralen Hintergrund fotografierte. In späteren Arbeiten, wie der 1969 entstandenen Serie Menschen im Fahrstuhl, entfernte sich Riebesehl vom inszenierten Porträt und verfolgte einen konzeptionelleren Ansatz, in dem er sich als Fotograf immer weiter aus dem Entstehungsprozess des Bildes zurücknahm. Dies spiegelte sich auch in einer zunehmenden Versachlichung der Bildtitel wider. Während Riebesehl die Arbeiten aus Gesichter noch nach dem Namen oder Beruf der Porträtierten benannte, sind die Serien Menschen im Fahrstuhl und Selbstdarstellungen lediglich fortlaufend durchnummeriert und mit einem Datum versehen. Für Menschen im Fahrstuhl fotografierte Riebesehl mit einer Kleinbildkamera, die er über einen Fernauslöser versteckt auslöst, Mitarbeiter im Gebäude der Hannoverschen Presse. Die Serie Selbstdarstellungen von 1971 zeigt Porträts der Teilnehmer einer Veranstaltung des Pop Clubs der Neuen Hannoverschen Presse, die von Riebesehl gebeten wurden, sich in einem eigens dafür eingerichteten Raum mit einem Selbstauslöser zu fotografieren.

### Situationen und Objekte
Die Arbeit Situationen und Objekte fasst zwischen 1973 und 1977 entstandene Einzelbilder zusammen, die Riebesehl in Deutschland, Japan und Schottland fotografierte, und die stilistisch dem Magischen Realismus sowie der von Otto Steinert geprägten Subjektiven Fotografie zugeordnet werden können. Situationen und Objekte ist ein Versuch, das Element des Magischen, Irrealen sichtbar zu machen, das scheinbar alltäglichen Situationen oder gewöhnlichen Gegenständen innewohnt. Riebesehl arbeitete mit harten Kontrasten und ungewöhnlichen Perspektiven, um die Objekte oder Personen von ihrer Umgebung zu isolieren und entgegen der üblichen Sehgewohnheiten in einem neuen Kontext zu verorten. Auch hier findet sich wie bereits in den konzeptionellen Porträtfotografien die fortlaufende Nummerierung der Bilder anstelle von Bildtiteln.

### Agrarlandschaften
Der subjektive Ansatz, den Riebesehl in Situationen und Objekte verfolgt, weicht in der von 1976 bis 1979 entstandenen Serie Agrarlandschaften dem Arbeiten im dokumentarischen Stil. Die Fotografien zeigen ein nüchternes, sachliches Bild norddeutscher Landschaften, zumeist menschenleer und distanziert. Mit der Wahl eines weitwinkligen Bildausschnittes und eines möglichst neutralen Lichts und dem Verzicht auf technische Manipulationen verfolgt Riebesehl das Ziel, ein „möglichst einfaches, vom Betrachter leicht nachvollziehbares Bild“ (Zitat Riebesehl) zu schaffen.
Während Riebesehl anfangs noch mit der Kleinbildkamera fotografierte, stieg er für die Agrarlandschaften zunächst auf Mittelformat und in den darauf folgenden Serien schließlich auf Großformat (Plattenkamera) um. Diese Technik ermöglichte es zum einen, detailreiche, großformatige Abzüge mit vielen Abstufungen zwischen Schwarz und Weiß erstellen zu können, zum anderen erzeugte sie durch die Größe und das Gewicht der Kamera und die daraus resultierende Notwendigkeit, mit einem Stativ und langen Verschlusszeiten zu arbeiten, eine gewisse Statik sowie Distanz in den Bildern. Die Spontaneität aus Situationen und Objekte weicht in Agrarlandschaften einer langsameren, wohlüberlegten Arbeitsweise.
Ausgehend von der in Agrarlandschaften entwickelten dokumentarischen Bildsprache entstanden in den 1970er-Jahren weitere Serien norddeutscher Kulturlandschaften, unter anderem Gewerbebauten, Hafenanlagen und Bahnlandschaften. Zusammengenommen stellen diese den Versuch einer topografischen Erfassung der norddeutschen Landschaft und ihrer Veränderung im Zuge der zunehmenden Industrialisierung dar. Riebesehl arbeitete bis Anfang 2000 an diesem Werkkomplex, den er 2001 mit der Serie Dorfansichten abschloss, für die er erstmals in Farbe fotografierte. Für Agrarlandschaften erhielt Heinrich Riebesehl als erster Fotograf 1981 den Bernhard-Sprengel-Preis für Bildende Kunst.

## Lehrtätigkeit
Ab 1968 unterrichtete Heinrich Riebesehl Fotografie in der Abteilung Angewandte Graphik an der Werkkunstschule Hannover (seit 1971 Fachhochschule Hannover), wo er auch Otto Umbehr (Umbo) kennenlernte, der dort bis 1971 ebenfalls unterrichtete. 1984 wurde Riebesehl zum Professor für das Fach künstlerische Konzeption mit technischen Medien (Fotografie, Film, Video) und am 8. Mai 1995 zum Professor für künstlerische Fotografie im Fachbereich Kunst und Design an der Fachhochschule Hannover ernannt, wo er bis 1997 unterrichtete. 2013 organisierten 16 ehemalige Riebesehl-Schüler eine Ausstellung, die Heinrich Riebesehl gewidmet war.

## Kuratorentätigkeit
Im Rahmen seiner Anstellung im Verlag Käthe Schröder in Hannover als Fotograf und Sachbearbeiter, die er ab 1966 innehatte, war Heinrich Riebesehl auch in der dem Verlag angeschlossenen Galerie Clarissa tätig. Der Schwerpunkt der Galerie, die im April 1966 als erste kommerzielle Fotogalerie in Deutschland eröffnete, lag auf der Sammlung experimenteller Fotografie und früher Computerkunst der 1960er-Jahre. Im Jahr 1969 begann Riebesehl erstmals selbst als Kurator für Fotoausstellungen tätig zu werden und organisierte die Ausstellung 10 Fotografen in Hannover in der städtischen Galerie Kubus. Für den Kunstverein Hannover, in dessen Beirat Riebesehl zwischen 1975 und 1977 Mitglied war, kuratierte er die Ausstellung Photographierte Erinnerung, die im November 1976 eröffnete und auf das Thema seiner theoretischen Abschlussarbeit bei Otto Steinert zurückgriff.

## Spectrum Photogalerie
Die Spectrum Photogalerie entstand aus der Idee, ein breites „Spektrum“ fotografischer Arbeiten, von experimenteller Fotografie bis hin zu bildjournalistischen Arbeiten der Öffentlichkeit präsentieren zu können. Heinrich Riebesehl eröffnete die Galerie als erster Vorsitzender am 6. April 1972 zusammen mit Karin Blüher, Wolfgang Borges, Peter Gauditz, Joachim Giesel und anderen Fotografen aus Hannover mit einer Ausstellung über Hein Gorny. Es wurden insgesamt 88 Fotoausstellungen gezeigt.
Der Stellenwert von Fotografie als Kunstform war in den 1970er-Jahren in Deutschland noch umstritten, anders als in den USA, wo sie bereits seit den 1930er-Jahren fester Bestandteil der Museen und Sammlungen war. Auf der documenta 6 stand 1977 die Fotografie erstmals im Mittelpunkt und in den größeren deutschen Museen, wie dem Museum Ludwig in Köln (1977) und dem Museum Folkwang in Essen (1978), wurden Ende der 1970er-Jahre nach und nach eigene Abteilungen für Fotografie eingerichtet. Im Zuge dieser Entwicklung wurde die Spectrum Galerie 1979 in das Sprengel Museum Hannover integriert, wo sie bis zur Einrichtung der Abteilung für Fotografie und Medien unter der Leitung von Thomas Weski (seit 2001 Inka Schube) Anfang der 1990er-Jahre Fotografieausstellungen präsentierte.
Der Ausstellungsschwerpunkt lag dabei neben Werkschauen von Vertretern der europäischen Avantgarde, wie Umbo, Aenne Biermann oder Albert Renger-Patzsch, auf der zeitgenössischen amerikanischen Fotografie, unter anderem Lee Friedlander, William Eggleston, Joel Sternfeld und Stephen Shore. Ausgestellt wurden weiterhin Arbeiten von Joachim Brohm, André Gelpke, Ralph Gibson, John Gossage, Paul Graham, Volker Heinze, Werner Mantz, Nicholas Nixon, Timm Rautert, Man Ray, Michael Schmidt, Wilhelm Schürmann, Otto Steinert und anderen.
Anlässlich der Preisverleihung des Bernhard-Sprengel-Preis für Bildende Kunst an Heinrich Riebesehl war ihm 1982 eine Einzelausstellung in der Spectrum Galerie gewidmet.
Im Alter erkrankte Riebesehl an der Parkinson-Krankheit.

## Werke
- 1963–65 Lokomotiven
- 1964–65 Happenings
- 1967–69 Gesichter
- 1969 Menschen im Fahrstuhl
- 1971 Selbstdarstellungen
- 1973–77 Situationen und Objekte
- 1976–79 Agrarlandschaften
- 1978–79 Häuser und Straßen
- 1979–81 Industrielandschaften
- 1979–83 Gewerbebauten
- 1979–85 Hafenanlagen
- 1979–97 Bahnlandschaften
- 1983 Meldorf (Dithmarschen)
- 1992 Landschaften
- 1998–2001 Dorfansichten

## Ausstellungen (Auswahl)
- 1969 10 Photographen in Hannover (Gruppenausstellung: Heinrich Riebesehl; Umbo; Joachim Giesel; Wilhelm Hauschild; Udo Heuer; Kurt Julius; Heinz Koberg; Werner Koblizek; Reinhold Lessmann; Günter R Reitz;), Städtische Galerie KUBUS Hannover
- 1970 Drei Photographen und ein Mädchen (Gruppenausstellung: Heinrich Riebesehl, Kurt Julius, Joachim Giesel), Marktgalerie Hannover

- 1970 5 Stunden und 35 Minuten mit der Kamera im Fahrstuhl eines Verlagshauses. 20. November 1969, 10.35 bis 12.30, 13.30 bis 17.10 Uhr, Kunstverein Hannover
- 1977 Contemporary Photographs, Sander Gallery, Washington D.C.
- 1980 Norddeutsche Agrarlandschaften, Kunsthalle Bremen
- 1980 Heinrich Riebesehl: Photographs of the Seventies, Galerie Rudolf Kicken, Köln
- 1982 Photographien, Spectrum Photogalerie im Kunstmuseum Hannover mit Sammlung Sprengel
- 1984 Photographien, Museum für Photographie Braunschweig
- 1992 Norddeutsche Landschaften, Sprengel Museum Hannover
- 1997 Bahnlandschaften. Fotografien von 1981 bis 1997, Sprengel Museum Hannover
- 1998 Fotografien, Kunstverein Lüneburg
- 2004 Fotografische Serien 1964-2001, Sprengel Museum Hannover

## Auszeichnungen
- 1971 Silberne Ehrennadel des CentralVerbands Deutscher Berufsphotographen
- 1978: Kodak-Fotobuchpreis für Situationen und Objekte (Hrsg. Jörg Krichbaum)
- 1979 Preis der Stiftung Buchkunst des Börsenvereins des deutschen Buchhandels für Agrarlandschaften
- 1981 Niedersächsisches Künstlerstipendium (als erster Fotograf)
- 1982 Bernhard-Sprengel-Preis für Bildende Kunst
- 1998 Kunstpreis der SPD-Fraktion im Niedersächsischen Landtag
- 1999 Kunstpreis der Stadtsparkasse Hannover
- 2000 Niedersächsischer Kunstpreis im Bereich Bildende Kunst
- 2009: Niedersächsischer Staatspreis[3]

## Publikationen
- Agrarlandschaften. Text von Peter Sager. Bremen 1979.
- Agrarlandschaften. Erw. Neuauflage. Köln 2002.